# Piroxmangite
La piroxmangite è un minerale polimorfo della rodonite.